# تور دو دان
تور دو دان (به لاتین: Tour de Don) یک کوه در سوئیس است که در کانتون وله واقع شده‌است. تور دو دان ۱٬۹۹۸ متر بالاتر از سطح دریا واقع شده‌است.